# Zentrum Geschichte des Wissens
Das Zentrum Geschichte des Wissens (ZGW) war eine wissenschaftliche Einrichtung der ETH Zürich und der Universität Zürich für Forschung und Lehre auf dem Gebiet moderne Wissenssysteme und Wissensgesellschaften. Es wurde Anfang 2022 abgewickelt.

## Organisation
Das Zentrum Geschichte des Wissens wurde mit Wirkung vom 1. Januar 2005 gegründet. Zu den Gründungsmitgliedern zählten David Gugerli, Michael Hagner, Philipp Sarasin und Jakob Tanner. Das ZGW förderte und koordinierte eine kulturwissenschaftlich, historisch und philosophisch ausgerichtete Forschung und Lehre über moderne Wissenssysteme und Wissensgesellschaften. Getragen wurde das Zentrum von Wissenschaftlern aus unterschiedlichen geisteswissenschaftlichen Disziplinen.
Im Jahr 2018 gehörten dem Zentrum folgende Mitglieder permanent an:
- Flurin Condrau, Medizinhistoriker
- Monika Dommann, Historikerin
- Martin Dusinberre, Historiker
- Harald Fischer-Tiné, Historiker
- Mareile Flitsch, Ethnologin
- Svenja Goltermann, Historikerin
- David Gugerli, Historiker
- Michael Hagner, Mediziner und Wissenschaftshistoriker
- Andreas Kilcher, Literatur- und Kulturwissenschaftler
- Johannes Quack, Ethnologe
- Katia Saporiti, Philosophin
- Philipp Sarasin, Historiker
- Sylvia Sasse, Literaturwissenschaftlerin
- Jakob Tanner, Historiker
- Philipp Theisohn, Literaturwissenschaftler
- Bernhard Tschofen, Kulturwissenschaftler
- Philip Ursprung, Kunsthistoriker
- Roy Wagner, Mathematiker und Wissenschaftshistoriker
- Lutz Wingert, Philosoph
- Sandro Zanetti, Literaturwissenschaftler

Weitere Wissenschaftler waren mit dem Zentrum zeitweise assoziiert.
Mit dem ZGW verbunden war auch ein Doktoratsprogramm mit 26 Promovierenden (Stand 2018).
Das Kolleg wurde vom Schweizerischen Nationalfonds zur Förderung der wissenschaftlichen Forschung (SNF) unterstützt.

## Veröffentlichungen
Das Zentrum Geschichte des Wissens unterstützte die Herausgabe der Zeitschrift Nach Feierabend. Zürcher Jahrbuch für Wissensgeschichte im Verlag Diaphanes.